# 木本保平
木本 保平（きもと やすひら、1944年（昭和19年）6月16日 - ）は、日本の政治家。大阪府茨木市長（1期）、茨木市議会議長（第41・48・53代）、茨木市議会議員（11期）、大阪維新の会茨木市支部顧問を歴任した。

## 来歴
大阪府立茨木高等学校、関西大学文学部新聞学科卒業。
1971年、茨木市議会議員補欠選挙に出馬し、初当選。以後11期にわたり茨木市議会議員に連続当選し、3度にわたり市議会議長を務める。初当選時は無所属であったが、1977年に自由民主党に入党し、2004年から党大阪府連茨木支部長を務めた。
2000年の第42回衆議院議員総選挙に、市議を辞職して大阪府第9区から無所属で出馬。立候補者6人中得票数4位で、供託金没収は免れたものの落選。その後再び茨木市議選に出馬して返り咲いた。
2011年4月の大阪府議会議員選挙で大阪維新の会公認の松本利明の選挙対策本部長を務める。これが自民党大阪府連により問題視されて離党勧告を受けたが、木本が自主的に離党しなかったため、除名処分が下された。
同年12月、茨木市議会の会派「維新の会・みんなの茨木」に入会し、2012年3月に設立された大阪維新の会いばらき支部の副支部長に就任。

### 茨木市長
2012年1月、野村宣一茨木市長が高齢や健康問題を理由に、4月の茨木市長選に出馬しない意向を表明した。野村の不出馬表明に伴い、地元選出で大阪維新の会に所属する松本利明大阪府議会議員や市議会会派「維新の会・みんなの茨木」の議員、また連携するみんなの党大阪府第9区支部は公募による市長候補の選出を決定。しかし、立候補を希望した2名がいずれも選考の合格基準に達せず、公募選出を断念。最終的に「維新の会・みんなの茨木」所属の茨木市議である木本が擁立された。
一方、大阪維新の会の動きを警戒する勢力は、前市議会議員で新社会党府本部委員長の山下慶喜や、同じく前市議会議員で元虹と緑の500人リスト全国共同代表の桂睦子を擁立した。また、2009年の第45回衆議院議員総選挙に出馬した医師の吉野宏一も立候補した。
次点の桂睦子は野村市長 や民主党、日本共産党の支援を受け、茨木市制初の女性市長誕生を目指して若さをアピールしたが、木本が7,500票以上の差をつけた。山下は社会民主党の推薦を受けたが、次点の桂の半分の得票に終わった。
なお、自由民主党茨木支部は事実上、木本保平支持にまわり、公明党茨木支部も支持をした。
選挙の結果は以下のとおり。
※当日有権者数：215,237人 最終投票率：36.45%（前回比：前回は無投票pts）
| 候補者名 | 年齢 | 所属党派 | 新旧別 | 得票数   | 得票率 | 推薦・支持                                                                                          |
| -------- | ---- | -------- | ------ | -------- | ------ | --------------------------------------------------------------------------------------------------- |
| 木本保平 | 67   | 無所属   | 新     | 32,266票 | 42.24% | （推薦）大阪維新の会 茨木支部・みんなの党大阪府第9区支部 （支援）自由民主党茨木支部・公明党茨木支部 |
| 桂睦子   | 43   | 無所属   | 新     | 24,692票 | 32.32% | （支援）民主党、日本共産党                                                                          |
| 山下慶喜 | 59   | 無所属   | 新     | 12,166票 | 15.92% | （推薦）社会民主党                                                                                  |
| 吉野宏一 | 44   | 無所属   | 新     | 7,260票  | 9.50%  | |

2016年3月に、2012年に木本が金融機関から借りた5千万円を市条例に基づく資産報告書に記載しなかったことが発覚した。また、借り入れのための担保が市税約1千万円を滞納している親族の不動産であり、さらに、木本が滞納を把握していながら資産差し押さえなどの対応をせず、放置していたことが判明した。
これを受け、前回木本を推薦した大阪維新の会は同年の市長選で木本を推薦せず、自主投票とした。市長選では木本は一部市議の支援を受けるも、維新や自民党の地元議員らが擁立した福岡洋一に敗れ、落選した。
選挙の結果は以下のとおり。
※当日有権者数：217,951人 最終投票率：34.12%（前回比：-2.33pts）
| 候補者名 | 年齢 | 所属党派 | 新旧別 | 得票数   | 得票率 | 推薦・支持         |
| -------- | ---- | -------- | ------ | -------- | ------ | ------------------ |
| 福岡洋一 | 40   | 無所属   | 新     | 36,865票 | 51.25% |                    |
| 木本保平 | 71   | 無所属   | 現     | 20,226票 | 28.12% |                    |
| 末武和美 | 69   | 無所属   | 新     | 14,842票 | 20.63% | （推薦）日本共産党 |

その後、百条委員会の調査で木本が特定の滞納者について差し押さえなどを「待ってほしい」と働きかけたことが発覚した。木本が11月9日の百条委で証言を拒否したため、市議会は翌月に地方自治法違反罪で告発する議案を提出、維新以外の会派が賛成したため大阪地検に告発状を提出した。2018年7月に大阪地検特捜部により不起訴処分となった。

## 主張
2013年4月30日の定例記者会見において、日本維新の会共同代表の大阪市長・橋下徹による第二次世界大戦における旧日本軍の慰安婦に関する発言について「若い人たちが明日にも死ぬ（ような状況の）中で、コンフォート（慰安）を求めた気持ちは理解できなくもない。（橋下氏は）おおむね正しい」「歴史的に見たらどこの国もやっていたと思う。アメリカも韓国も中国も、言えた義理はない」と述べ、橋下を擁護した。一方、慰安婦制度そのものに対しては「あってはならない」という見解を示した。
2014年4月12日、茨木市で開かれた慰安婦問題を考えるシンポジウムに出席し、「（軍による）強制連行はなかった」との見解を示した。また、米カリフォルニア州グレンデール市に設置された慰安婦の碑にある「性奴隷にした20万人の婦女子が慰安婦にされた」との記述について、1993年の河野談話が影響しているとして、「在米日系人の方が肩身の狭い思いをしている。国を挙げて、河野談話を否定していただきたい」と述べた。